# Bahnhofstraße 13 (Grebenstein)

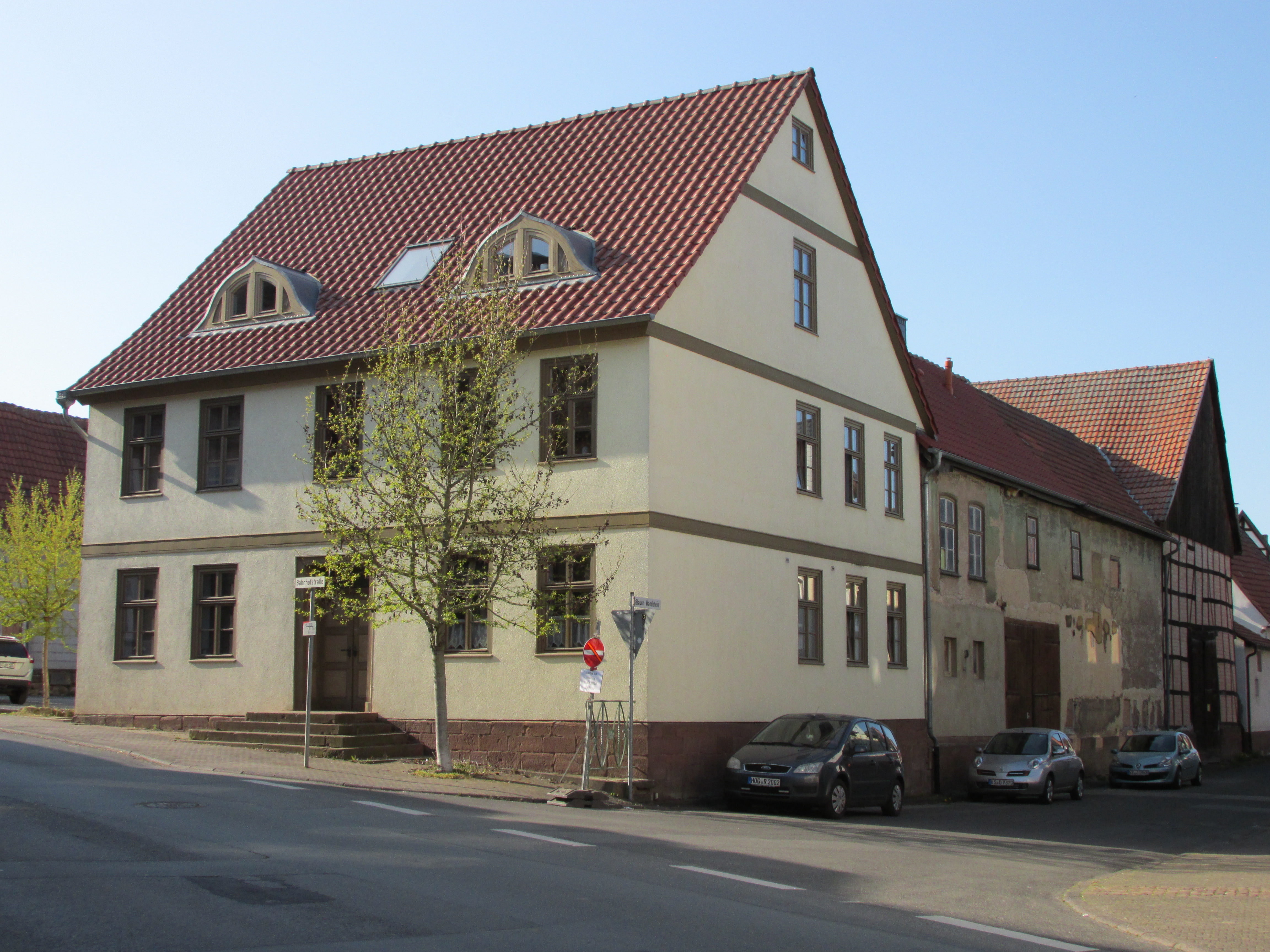
Fachwerkhaus Bahnhofstraße 13 in Grebenstein

Das Gebäude Bahnhofstraße 13 in Grebenstein, einer Stadt im Landkreis Kassel in Nordhessen, wurde um 1900 errichtet. Das Fachwerkhaus an der Einmündung zur Straße Blauer Wandstein ist ein geschütztes Kulturdenkmal.
Das zweigeschossige Wohnhaus einer bäuerlichen Hofanlage ist ein Fachwerkrähmbau mit verputzter Fassade. An der fünfachsigen Straßenseite ist mittig der Hauseingang mit originaler zweiflügeliger Tür mit Oberlicht. 
Die Fledermausgauben wurden bei der letzten Renovierung geschaffen.